# Maršiči, Ribnica
Maršiči este o localitate din comuna Ribnica, Slovenia, cu o populație de 20 de locuitori.